# Asesinato de Karmein Chan
La muerte de Karmein Chan es un caso australiano de asesinato de menores en el que una niña chino-australiana de 13 años fue secuestrada a punta de navaja en su casa de Templestowe, un suburbio de Melbourne, en el estado de Victoria, durante la noche del 13 de abril de 1991. Su cuerpo fue descubierto en Edgars Creek, en el suburbio de Thomastown, el 9 de abril de 1992. El principal sospechoso de su secuestro y asesinato es un violador de menores en serie no identificado conocido como «Mr Cruel», que había secuestrado y agredido sexualmente a un mínimo de tres niñas prepúberes y adolescentes en circunstancias similares a las de Karmein en los años anteriores.
Los investigadores creen que Karmein pudo ser asesinada por el supuesto «Mr Cruel», porque había visto la cara de su secuestrador o porque éste temía que la niña pudiera identificarlo. La persecución para identificar y localizar al secuestrador y asesino de Karmein sigue siendo una de las mayores de la historia de Victoria. A pesar de la intensa publicidad y de los repetidos esfuerzos por identificar y localizar a su asesino, su asesinato sigue sin resolverse.

## Trasfondo

### Infancia
Karmein nació el 5 de noviembre de 1977 en Melbourne, de padres que habían emigrado por separado de Hong Kong a Australia el año anterior a su nacimiento. Sus padres, John y Phyllis Chan, se habían prometido poco después de su llegada a Australia, cuando ambos tenían poco más de veinte años. Ambos tenían una fuerte ética del trabajo y, para cuando Karmein cumplió trece años, la familia Chan era propietaria y regentaba un lucrativo restaurante chino y una tienda de comida china para llevar, y ambos trabajaban hasta dieciocho horas al día.
Karmein era la mayor de las tres hijas de la pareja, y sus hermanas Karly (nacida en 1981) y Karen (nacida en 1983) completaban la familia. Pasó sus primeros años viviendo en el barrio de Bulleen, antes de que la familia se trasladara a Serpells Road, en el barrio de Templestowe. Las tres hermanas recibieron educación privada en el prestigioso Presbyterian Ladies' College. Sus padres se aseguraron de que las tres hablaran con fluidez tanto chino como inglés, siendo el chino el idioma predominante -aunque no exclusivo- en el hogar.
En 1991, Karmein cursaba el octavo año en el Presbyterian Ladies' College, donde era conocida como una estudiante brillante y diligente que ambicionaba convertirse en abogada. En el momento de su secuestro se estaba recuperando de un ataque de fiebre glandular, del que se había recuperado en gran medida a mediados de abril.

### 13 de abril de 1991
En la mañana del 13 de abril de 1991, Chan asistió a sus clases de tenis de los sábados en el Camberwell Tennis Centre de Balwyn North, donde había empezado el año anterior. Más tarde, su madre llevó a su hija en coche al centro comercial Bulleen Plaza, donde ambas desayunaron. Esa tarde, unos amigos de la familia llevaron a Karmein y a sus hermanas al restaurante chino Lower Plenty que regentaban sus padres, donde las hermanas cenaron con su madre antes de que un empleado llevara a las hermanas a casa aproximadamente a las 18:30 horas. Las hermanas pasaron aproximadamente una hora en casa con su padre antes de que éste se marchara para atender unas necesidades comerciales en el restaurante Lower Plenty, a solo diez minutos en coche de su domicilio.
Según Karly y Karen, su hermana les leyó cuentos antes de que las tres hermanas vieran un «especial de televisión» sobre Marilyn Monroe en el dormitorio de Karmein.

## Secuestro
Aproximadamente a las 20:40 horas, Karmein y Karly se encontraron con un hombre vestido con un chándal verde y con un pasamontañas azul oscuro o verde oscuro que blandía un cuchillo de grandes dimensiones en el pasillo familiar; este individuo preguntó a las niñas: «¿Veis este cuchillo? ¿Dónde están papá y mamá?». Ambas fueron obligadas a entrar en el dormitorio a punta de cuchillo, donde el intruso descubrió a Karen encorvada y gimoteando detrás de la puerta del dormitorio. Las tres hermanas fueron amenazadas con el cuchillo antes de que el intruso atara y amordazara a las dos más jóvenes y las obligara a meterse en un armario mientras sujetaba a Karmein por el pelo, diciendo a las más jóvenes: «No os haré daño». A continuación, atrincheró el armario con la cama antes de huir con Karmein, que estaba descalza y sólo llevaba un camisón blanco de flores y ropa interior, aproximadamente a las 21:30 horas.
Los investigadores determinaron posteriormente que Karmein fue conducida a través del jardín y la pista de tenis de la familia, a través de una puerta de seguridad y hasta Serpells Road, donde casi con toda seguridad la obligaron a entrar en un vehículo desconocido aparcado cerca de la casa familiar.
Poco después, las hermanas Chan más jóvenes se liberaron de sus ataduras y del armario antes de telefonear a su padre para informar de su terrible experiencia y del secuestro de Karmein. La llamada se realizó aproximadamente a las 21:45, y Karly le dijo a su padre que Karmein había desaparecido. Su padre corrió a casa y descubrió a Karly y Karen acurrucadas en la lavandería; buscó brevemente a su hija mayor por toda la casa antes de denunciar su secuestro a la policía, que llegó a la casa en cuestión de minutos.

### Investigación
La policía de Victoria inició una intensa búsqueda para localizar a Karmein. Todos los recursos disponibles se dedicaron a la persecución, con numerosos agentes asignados a tiempo completo para localizar a la niña. En la búsqueda participaron 160 agentes de policía que realizaron pesquisas casa por casa en todo el este de Melbourne con la esperanza de obtener testigos presenciales, el registro de propiedades y lugares de interés cercanos y el interrogatorio de todos los delincuentes sexuales conocidos de Victoria y Nueva Gales del Sur por detectives formados para investigar delitos sexuales contra menores.
También se utilizaron perros de búsqueda y rescate en los registros a ras de suelo y, aunque los perros rastreadores detectaron el olor del secuestrador de Karmein en su domicilio, el rastro que había seguido con la niña terminaba en un bloque vacío situado a sólo 300 metros del domicilio familiar, en la cercana Church Road, lo que sugería que había metido a Karmein en un vehículo muy cerca de su casa.
Un examen de la escena del crimen reveló que, antes de entrar en la casa de los Chan, el secuestrador había manipulado la puerta de seguridad electrónica para acceder a la propiedad e, inmediatamente antes de entrar en la casa de los Chan para secuestrar a Karmein, o al huir con la niña, su secuestrador pintó con espray «¡Traficante de drogas asiático!», «Venganza» y «Más y más por venir» o «Más en breve» en el Toyota Camry de la familia, aparcado en el jardín delantero. No se dejó ninguna petición de rescate en la casa y, aunque la familia vivía en una lujosa casa de 1 000 000 de dólares australianos, no habían robado dinero ni objetos de valor. Los padres de Karmein hicieron varias emotivas peticiones televisadas para que su hija regresara sana y salva, pero en vano.

### Perfil del FBI
Pocos días después del secuestro de Karmein, la policía de Victoria se puso en contacto con el FBI para solicitar un perfil psicológico de su secuestrador. Este perfil se recibió el 24 de abril y determinó que lo más probable es que el individuo viviera o trabajara cerca del lugar del secuestro de Karmein, trabajara en una escuela o en una profesión que requiriera contacto frecuente con academias educativas, y que fuera diligente en su empleo, habiendo recibido probablemente premios de reconocimiento por sus logros y/o rendimiento. El individuo habría creado y conservado material pornográfico relativo a sus ataques, que consideraría de «gran importancia personal» para él y, aunque considerado por sus vecinos y conocidos como un individuo educado y respetable, aunque algo introvertido, habría mostrado cambios notables en su comportamiento inmediatamente después de sus secuestros, incluyendo un abuso «poco característico» del alcohol y una escasa asistencia al trabajo/rendimiento, además de un posible interés religioso.
Si este individuo hubiera estado en una relación, el perfil indicaba que su pareja habría sido consciente de elementos de su disfunción sexual, incluido el uso ávido de pornografía y la exigencia de que su pareja se vistiera o imitara a una colegiala en los períodos de intimidad.

### Principal sospechoso
El lugar del secuestro de Karmein, el perfil de la víctima, la descripción de la vestimenta del secuestrador y el modus operandi que rodeó su secuestro llevaron a la policía a relacionar rápidamente el secuestro con un delincuente sexual en serie vinculado a varios secuestros y violaciones a niñas en los suburbios de Melbourne, conocido en los medios de comunicación como «Mr Cruel», de quien se sabe que tomaba medidas extremas tanto para ocultar su identidad en la comisión de sus delitos como para evitar dejar pruebas forenses en las escenas de sus crímenes. Este enlace se dio a conocer a los medios de comunicación veinticuatro horas después del secuestro, y los investigadores también determinaron rápidamente que las pintadas dejadas por el secuestrador en uno de los vehículos de la familia habían sido probablemente un intento de distraer la atención de la policía de su verdadero motivo para secuestrar a Karmein.

## Mr Cruel
Antes del secuestro de Karmein, la policía de Victoria había investigado activamente el secuestro y violación de varias niñas prepúberes y adolescentes entre 1987 y 1990 vinculadas a «Mr Cruel», un delincuente que invariablemente atacaba en vacaciones escolares y que sometía a sus víctimas a repetidas agresiones sexuales durante su cautiverio, pero que invariablemente liberaba a cada una de sus víctimas después de los abusos. Se cree que este individuo tenía entre 30 y 50 años, medía entre 1,70 y 1,80 m, era de complexión media, pelo rubio o arena y tenía una «pequeña barriga».
El grado de planificación que este autor dedicó evidentemente a la comisión de sus crímenes sugirió a los investigadores que había observado los movimientos y hábitos de su víctima y su familia durante días o semanas antes de cometer su secuestro. Esta teoría fue corroborada por los informes policiales recibidos de varios vecinos de los Chan sobre un hombre en un sedán aparcado que habían observado vigilando la parada de autobús cercana a la casa de los Chan que Karmein utilizaba invariablemente para ir y volver de su colegio privado en mañanas sucesivas en las semanas anteriores a su secuestro. La investigación para identificar y detener a este individuo por parte de la policía de Victoria recibió el nombre de Operación Desafío, aunque el día anterior al secuestro de Karmein, la policía había comenzado a reducir su investigación.
Dado que, antes del secuestro, «Mr Cruel» había liberado invariablemente a sus víctimas tras hasta cincuenta horas de cautiverio, los detectives se mantuvieron inicialmente optimistas respecto a la liberación de Karmein.

### Grupo operativo Spectrum
El 6 de mayo de 1991, 23 días después del secuestro de Karmein, la policía de Victoria constituyó el Grupo de Trabajo Spectrum para investigar su secuestro; este grupo de trabajo englobaba los delitos investigados anteriormente por la Operación Desafío. Cuarenta investigadores fueron asignados a tiempo completo al grupo de trabajo, y también se ofreció una recompensa de 100 000 dólares australianos por información que permitiera recuperar a Karmein sana y salva y detener al delincuente. Se recibieron más de 10 000 pistas, se registraron 30 000 domicilios y se entrevistó a 27 000 personas, entre médicos, profesores, periodistas y policías. Todas las pistas de la investigación no dieron fruto y en junio de 1991 -la recompensa había aumentado a 300 000 dólares australianos por la detención de «Mr Cruel»- la madre de Karmein había empezado a practicar la costumbre china de apostarse en la puerta de su casa cada medianoche y tocar campanas mientras llamaba a su hija por su nombre con la esperanza de que su hija mayor volviera a casa.

## Descubrimiento del cuerpo
El 9 de abril de 1992, un hombre que paseaba a su perro encontró los restos de Karmein en un descampado cercano a la intersección de Mahoneys Road y High Street, en Edgars Creek, en el suburbio de Thomastown, tras avistar un cráneo humano enterrado en el vertedero. La búsqueda de la policía halló varias vértebras y una mandíbula, Chan fue identificada mediante análisis de ADN y la autopsia reveló que la niña había muerto de tres heridas de bala en la nuca y que su cuerpo había permanecido en el lugar del hallazgo durante aproximadamente doce meses.
Poco después de que se confirmara la identidad de Karmein, su madre y sus hermanas celebraron una ceremonia budista en el lugar donde se encontró su cuerpo.

### Investigación
El Grupo Especial Spectrum siguió investigando el secuestro y asesinato de Karmein durante más de dos años tras el hallazgo de sus restos. Los llamamientos públicos para recabar información arrojaron numerosos datos, y el grupo de trabajo acabó investigando más de 10 000 pistas públicas y registrando más de 30 000 propiedades. También se detuvo a 73 personas sospechosas del asesinato de Karmein, aunque finalmente todas fueron absueltas.
El 31 de enero de 1994 el Grupo Especial Spectrum quedó disuelto, aunque la investigación sobre el asesinato de Karmein siguió abierta.

## Hechos posteriores
Karmein Chan fue enterrada el 16 de mayo de 1992 en la iglesia baptista de Bulleen, tras una misa oficiada por el reverendo Bill McFarlane. A su funeral asistieron más de ochocientas personas, entre los que se encontraban alumnos y profesores del Presbyterian Ladies' College y todos los miembros de la Spectrum Task Force encargada de capturar a su asesino.
La investigación de 1997 sobre la muerte de Karmein dictaminó que la niña había muerto por juego sucio, pero no pudo identificar a la persona o personas responsables de su muerte. Al término de la investigación, la madre de Karmein hizo un llamamiento público para que el asesino de su hija se entregara, declarando que su principal preocupación era la seguridad de las niñas «dondequiera que estén, y especialmente en sus hogares».
El agresor nunca compareció ante la justicia y no se sabe si secuestró o agredió a más víctimas. Algunos detectives dudan de que Karmein fuera realmente víctima de «Mr Cruel», aludiendo al método de ejecución de su asesinato como indicativo de un delito de venganza y no de un asesinato por motivos sexuales.
El caso sigue abierto y los detectives de casos sin resolver revisan periódicamente la investigación. En el 25 aniversario del secuestro y asesinato de Karmein, un portavoz de la policía de Victoria anunció que la recompensa por información que condujera a la identidad y condena de su asesino había aumentado de la suma original de 100 000 dólares australianos a 1 000 000. También sigue existiendo otra recompensa de 200 000 dólares australianos por los secuestros y agresiones no mortales cometidos por «Mr Cruel».